# Айханов, Абильсеит Рустемович
Абильсеит Рустемович Айханов (каз. Әбілсейіт Рүстемұлы Айқанов; 15 июня 1938, Саркандский район — 6 марта 2016, Алма-Ата) — советский борец вольного стиля, 11-кратный чемпион Казахстана в тяжёлой и полутяжёлой весовых категориях (1958—1969). Профессор теории физического воспитания, мастер спорта СССР международного класса (1958), заслуженный тренер Республики Казахстан.

## Биография
Родился в 1938 году в селе Покатиловка Саркандского района Талдыкорганской области.
В 1963 году окончил Казахский государственный институт физической культуры. В 1957 году впервые вышел на борцовский ковер в официальных соревнованиях. В народе его стали называть вторым Хаджимуканом.
В 1961—1970 годах на различных соревнованиях страны в полутяжелой и тяжелой весовых категориях ему не было равных. Также поднимался на высшую ступень пьедестала почета в международных соревнованиях в Германии, Чехословакии, Индии, Японии, Америке, Турции, Иране, Монголии, Австралии, Греции, Австрии, Голландии, Англии, Афганистане. Айханов побеждал таких знаменитостей борцовского ковра, как трёхкратный олимпийский чемпион Александр Медведь, олимпийский чемпион Александр Иваницкий, индиец Бин Сингх, венгр Резияк, серебряные призёры олимпиад Богумил Кубат и Петр Кмент из Чехословакии, обладатель Кубка мира ленинградец Анатолий Албул, японцы Сасаки и Каванио, турок Г. Ильмаз, великан-осетин Борис Кулаев, эстонцы Т. Мадалнее и К. Лийва.
Его воспитанники — мастер спорта международного класса Аманжол Бугубаев, мастера спорта Ж. Копебаев, Н. Нурманов, А. Мусабеков са. В 1983—1986 годах А. Айханов работал тренером национальной команды Афганистана по вольной борьбе.
А. Айханов был членом национального олимпийского комитета. Являлся президентом казахской национальной Федерации борьбы Курес, Вице-Президентом Федерации национальной борьбы Курес республик Средней Азии и Казахстана, Вице-Президентом монгольской национальной Федерации борьбы Консатай.
Скончался 6 марта 2016 года в Алма-Ате, похоронен на Кенсайском кладбище.

## Выступления на чемпионатах СССР
- Чемпионат СССР по вольной борьбе 1962 года — ;
- Чемпионат СССР по вольной борьбе 1963 года — .

## Семья
Жена — Камаш Айханова. Дети: два сына Кадырсеит и Кыдырсеит и три дочери Ляззат, Алмагуль и Айгуль.

## Награды
- Награждён орденом «Знак Почёта» (1968).
- Почётный гражданин Алма-Атинской области.